# ラ・プティット・ファデット
『ラ・プティット・ファデット』（仏 : La Petite Fadette）は、しかくのによる日本の漫画作品。
ジョルジュ・サンドの小説『愛の妖精』（原題 : La Petite Fadette）を原案とし、アガサ・クリスティの推理小説『ポケットにライ麦を』を絡めたミステリ漫画。東京創元社の雑誌『ミステリーズ!』にてvol.21（2007年）からvol.31（2008年）まで全11回連載された。

## あらすじ
列車で向かいの席に座っていた乗客が、『ポケットにライ麦を』という探偵小説を読んでいた。イチイの毒で人が殺される話だという。彼があまりに熱心に読みふけっているので、自分が作った、ある双子の恋愛小説を批評してくれないかと頼む。
欧州の某農村の富農、バルボー家に双子の兄弟が生まれる。産婆から、あまり仲良くさせすぎないようにと忠告を受け、家族もそれを守ろうとするが、神の思し召しか、2人は元気に仲良く成長していく。
だが、雹害で農場が壊滅的な打撃を受け、収入が激減、家計を助けるため、双子のどちらかが奉公に出ることを求められる。そして、体が丈夫な弟のランドリーが知り合いの家に奉公に出ることになる。

## 登場人物

### バルボー家
シルヴィネ・バルボー
バルボー家の次男（長男は出兵した）。優しく穏やかで、環境の変化や知らない人との交わりが苦手で繊細な性格。
ランドリー・バルボー
バルボー家の三男、シルヴィネの双子の弟。シルヴィネより自立心があり、体も丈夫。
ユーグ・バルボー / ミシュレ・バルボー
双子の両親。
エリーゼ・バルボー
バルボー家の長女、双子の姉。
アンナ・バルボー
バルボー家の次女、双子の姉。
ナネット・バルボー
バルボー家の三女、双子の妹で末っ子。母以外で唯一、双子を声で聞き分けることができる。シルヴィネにもっとも懐いている。

### ファデー家
フランソワーズ・ファデー（ファデット）
不器量で色黒、痩せぎすだったことから、親しみあるいは悪意をこめて「蟋蟀（コオロギ）」と呼ばれる。祖母と共に医師・薬剤師・助産師の仕事をしている。自分の身体で新しい薬の実験をする。
ジャネー・ファデー
ファデットの弟。「蝗虫（バッタ）」と呼ばれる。片足が不自由。
サンドラン・ファデー
ファデットの祖母。

### カイヨー家
カイヨー
ランドリーの奉公先の主人。
イヴォンヌ
カイヨーの妻。
バイユー / ソランジュ
カイヨーの息子と娘。
宇佐木 喜一（うさぎ きいち）
カイヨー家に寄寓（居候）し農村研究の実地調査をしている博士。
マドレーヌ
カイヨーの遠縁の娘。

## 書誌情報
- しかくの 『ラ・プティット・ファデット』東京創元社、2009年7月30日、ISBN 978-4-488-02447-5